# Gonneville-sur-Mer
Gonneville-sur-Mer – miejscowość i gmina we Francji, w regionie Normandia, w departamencie Calvados.
Według danych na rok 1990 gminę zamieszkiwały 504 osoby, a gęstość zaludnienia wynosiła 41 osób/km² (wśród 1815 gmin Dolnej Normandii Gonneville-sur-Mer plasuje się na 439. miejscu pod względem liczby ludności, natomiast pod względem powierzchni na miejscu 370.).